# Bogumil Klobučar
Bogumil Klobučar (Ljubljana, 26 januari 1922 – Gratkorn, 10 januari 1997) was een Sloveens componist, muziekpedagoog en dirigent.

## Levensloop
Klobučar studeerde aan de conservatoria in Zagreb en in Ljubljana. Van 1949 tot 1962 was hij als docent werkzaam in Mostar en vervolgens tot 1968 in Kranj. In deze steden was hij tegelijkertijd ook dirigent van verschillende koren en harmonieorkesten. In 1971 emigreerde hij naar Oostenrijk en was hij directeur van de muziekschool in Gratkorn in de Oostenrijkse deelstaat Stiermarken.
Daarnaast werkte hij ook als componist en schreef werken voor harmonieorkest, vocale muziek en kamermuziek. 
Bogumil Klobučar overleed in 1997 op 74-jarige leeftijd.

## Composities

### Werken voor harmonieorkest
- 1975: - Suite Russa, voor harmonieorkest 
  1. Naruskaja
  2. He, uch la!
  3. Abendglocke
  4. Kosakenpatrouille
  5. Katjuscha-Kosakentanz
- 1976: - Almrausch, voor 2 klarinetten en harmonieorkest
- 1983: - Capriccio, voor trompet en harmonieorkest

### Vocale muziek

#### Werken voor koor
- 1947: - Tri skladbe za moški zbor (Drie liederen voor mannenkoor), voor mannenkoor[3]
- 1976: - Sonne kommt und Sonne geht, suite voor gemengd koor

### Kamermuziek
- 1989: - Spiel-Stücke, voor 2 tot 4 klarinetten

### Werken voor piano
- - Divertimento
- - Impression, vijf miniaturen
- - Kleine Suite

- Library of Congress Control Number: no2012146232
- Virtual International Authority File: 285836710
- WorldCat: E39PBJp67djQVGWtQXMxxFv4MP